# Moorse landschildpad
De Moorse landschildpad (Testudo graeca) is een schildpad uit de familie van de landschildpadden (Testudinidae).

## Uiterlijke kenmerken
Het schild bereikt een lengte van ongeveer 25 centimeter en is zoals bij de meeste landschildpadden erg bol, de randen hebben een lichte glooiing en zijn platter. Er zijn 13 ondersoorten, volgens sommige indelingen nog meer, die er allemaal net iets anders uitzien. De meeste exemplaren hebben een lichtbruine tot bijna gele schildkleur, en op iedere schildplaat is het voorste deel van de plaat, naar de kop toe, donkerbruin tot zwart gekleurd, het achterste deel is lichter. De platen aan de rand hebben onregelmatige donkere vlekken. Een ander kenmerk van deze soort is een klein stekeltje aan iedere zijde van de staart.

## Verspreiding
De Moorse landschildpad leeft in delen van de Balkan, Turkije, Griekenland en enkele eilanden daarvan, zuidelijk Frankrijk, Italië en Spanje, ook op Mallorca, Sicilië en Sardinië, en in veel gebieden is de soort uitgezet. Buiten Europa leeft deze soort in Noord-Afrika, Iran, Israël en Syrië. De Moorse landschildpad leeft in drogere omstandigheden, maar lang niet zo droog als veel andere soorten landschildpadden. De soort is te vinden in Mediterrane bossen en uitgestrekte graslanden en steppen.

## Voedsel
Moorse landschildpadden zijn voornamelijk planteneters alhoewel af en toe ook wel dierlijk voedsel wordt aanvaard. Het voedsel bestaat uit calcium- en vezelrijke, maar proteïne-arme planten, zoals grassen. Allerlei groente- en fruitsoorten kunnen de dieren worden aangeboden (alleen koolsoorten dienen met mate te worden verstrekt aangezien dit schildklierafwijkingen kan veroorzaken). Ook planten uit de natuur als paardenbloem, klein hoefblad, klaver, gras, muur worden graag gegeten; controleert u wel of er geen giftige planten worden aangeboden (zie voor meer informatie Hoveling, 1994).

## Naam en taxonomie
De soort werd vermeld door Carl Linnaeus in de tiende editie van zijn Systema naturae uit 1758. De soortaanduiding graeca betekent letterlijk Grieks, waardoor deze soort vaak wordt verward met de Griekse landschildpad (Testudo hermanni). Er worden tegenwoordig tien ondersoorten onderscheiden, inclusief de in 2004 beschreven ondersoort Testudo graeca marokkensis. Tot recentelijk werd de Tunesische dwergschildpad (Furculachelys nabeulensis) als aparte soort erkend, maar tegenwoordig wordt deze schildpad als variatie gezien van de Moorse landschildpad.
- Ondersoort Testudo graeca graeca
- Ondersoort Testudo graeca armeniaca
- Ondersoort Testudo graeca buxtoni
- Ondersoort Testudo graeca cyrenaica
- Ondersoort Testudo graeca ibera
- Ondersoort Testudo graeca marokkensis
- Ondersoort Testudo graeca nabeulensis
- Ondersoort Testudo graeca soussensis
- Ondersoort Testudo graeca terrestris
- Ondersoort Testudo graeca zarudnyi